# Lee Rausch
Lee Rausch (10. září 1964 – 23. června 2023) byl americký bubeník, který byl v letech 1983–1987 členem několika kalifornských thrashmetalových kapel.

## Kariéra

### Megadeth
Rauschova kariéra začala v roce 1983, kdy bývalý kytarista Metallicy, Dave Mustaine, založil svoji vlastní hudební skupinu Megadeth. Mustaine byl při vybírání bubeníků náročný; požadoval, aby ovládali tzv. metrum. Členem první sestavy Megadeth se spolu s Mustainem, Davidem Ellefsonem stal právě Rausch. V roce 1984 nahráli v tomto složení první demo, Last Rites. Tentýž rok Lee z osobních důvodů skupinu opustil; v roce 1985 nahráli Megadeth debutové studiové album.

### Dark Angel a Wargod
Po odchodu z Megadeth v roce 1984 hrál Rausch v kapele Dark Angel, původem rovněž z Los Angeles.
Roku 1986 se přidal ke skupině kytaristy Michella Meldruma s názvem Wargod. O rok později nahráli demo, ale brzy poté se rozpadli (to už Rausch členem nebyl).